# Phormingochilus everetti
Espèce
Phormingochilus everetti est une espèce d'araignées mygalomorphes de la famille des Theraphosidae.

## Distribution
Cette espèce est endémique de Bornéo. Elle se rencontre en Malaisie au Sarawak et à Labuan et au Brunei.

## Description
La carapace de la femelle holotype mesure 28,5 mm et l'abdomen 26 mm.
Le mâle décrit par Gabriel et Sherwood en 2019 mesure 32,9 mm.

## Systématique et taxinomie
Cette espèce a été décrite par Pocock en 1895.

## Étymologie
Cette espèce est nommée en l'honneur d'Alfred Hart Everett.

## Publication originale
- Pocock, 1895 : « On a new and natural grouping of some of the Oriental genera of Mygalomorphae, with descriptions of new genera and species. » Annals and Magazine of Natural History, sér. 6, vol. 15, p. 165-184 (texte intégral).